# Аквінк

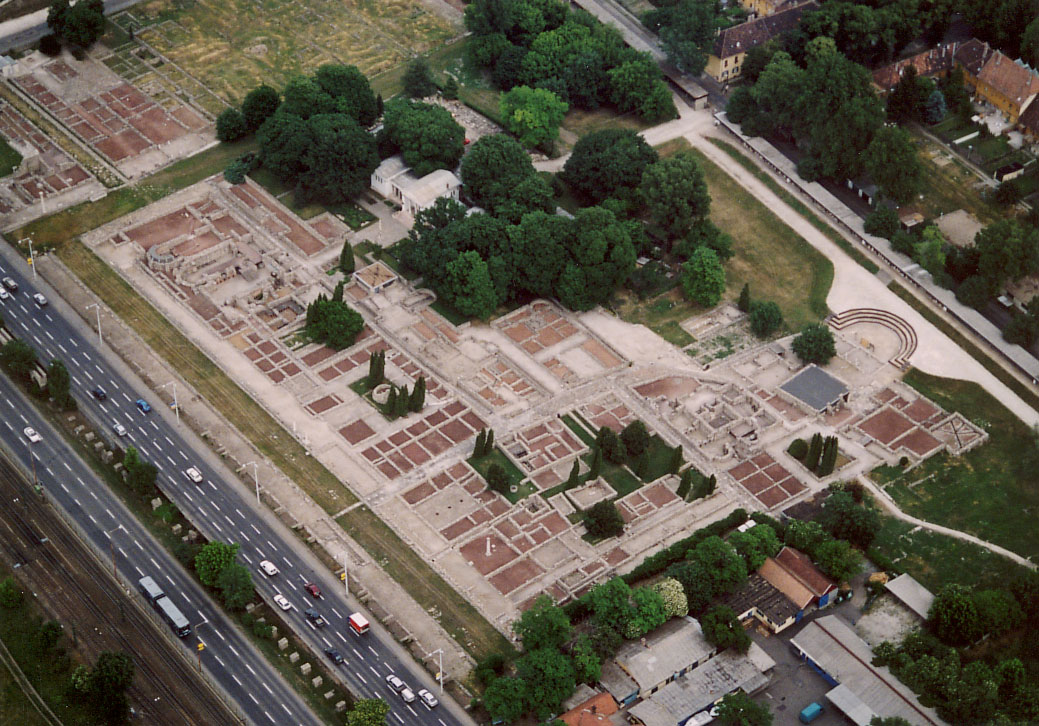
Археологічне відтворення Аквінку в наші дні

Аквінк або Аквінкум (лат. Aquincum) — стародавнє місто, яке існувало на місці сучасного Будапешта. Спочатку було розташоване на горі Геллерт і було фортецею кельтсько-іллірійського племені еравісків. Назва Ак-Інк швидше за все має іллірійське походження (можливо, ще з докельтських часів). Було військово-торговельним центром на межі Римської імперії (провінція Паннонія) на шляху до Паннонських рівнин.

## Історія
Коли в 12-10 до н. е. була організована римська провінція Паннонія, біля еравіського Аквінка — в районі пізнішої Буди — був зведений однойменний табір римських військ. Поселення на горі Геллерт занепадає і зникає, натомість біля табору виникає спочатку військове містечко (канаба), а потім і справжнє місто, населене римськими громадянами і частково місцевими кельто-ілірійськими жителями. З 107 року Аквінк стає головним містом Нижньої Паннонії. 
Розкопки стародавнього міста розпочалися в 1775 році і з перервами тривають досі. Знайдені залишки приватних та суспільних лазень, амфітеатр на 7-9 тисяч глядачів, квартал гончарів, м’ясний ряд, храми, водогін, палац намісника Нижньої Паннонії з чудовими мозаїчними підлогами.   
Працює Музей Аквінка.